# Nissan R89C
Der Nissan R89C ist ein Sportwagen-Prototyp der Gruppe C, der 1989 von Lola für Nissan hergestellt wurde, um an der Sportwagen-Weltmeisterschaft, der All Japan Sports Prototype Championship und dem 24-Stunden-Rennen von Le Mans teilzunehmen. Es wurden insgesamt vier Stück produziert.

## Entwicklung
Der R89C ersetzte die vorhergegangene, von March Engineering gebaute Prototypenserie, die Nissan zunächst eingesetzt hatte. Er wurde von Lola entwickelt und hatte ein aus aramid- und kohlenstofffaserverstärktem Kunststoff bestehendes Monocoque-Chassis (bei Lola unter dem internen Namen „T89/10“). Alle Räder waren einzeln an Doppelquerlenkern mit verstellbaren KONI-Stoßdämpfern und Schraubenfedern aufgehängt.
Nissans neuer 3,5-l-V8-Motor Typ VRH35Z mit vier obenliegenden Nockenwellen und zwei Turboladern wurde für eine höhere Chassissteifigkeit mittragend eingebaut und leistete in Rennabstimmung ca. 800 PS (588 kW) bei 7600 Umdrehungen pro Minute, während er im Qualifying eine Leistung von über 1000 PS (735 kW) erreichen konnte. Der VRH35Z war eine Weiterentwicklung des in den Vorjahren eingesetzten 3,0-l-V8, Typ VRH30.

## Renngeschichte

### 1989
In der Sportwagen-Weltmeisterschaft (WSPC) 1989 musste Nissan kämpfen, um nicht nur eine ausreichende Zuverlässigkeit, sondern auch einen Fortschritt mit dem neuen Chassis und Motor zu erreichen. Daher konnte der R89C nur in drei Rennen punkten, beendete die Saison aber immerhin als fünfter der Konstrukteursweltmeisterschaft.
In der All Japan Sportscar Prototype Championship (JSPC) ereilte den R89C das gleiche Schicksal, weil er mit seinen weiterentwickelten Wettbewerbern Porsche und Toyota nicht mithalten konnte, sodass Nissan dritter der Saison wurde.
Im 24-Stunden-Rennen von Le Mans 1989 trat Nissan mit drei der neuen Rennwagen an, unterstützt durch einen privat eingesetzten R88C vom Rennstall Courage Compétition. Im Qualifying konnten nur die Plätze 12, 15 und 19 erreicht werden, das Rennen erbrachte ein noch schlechteres Ergebnis, da keines der drei eingesetzten Fahrzeuge das Ziel erreichte. Zwei R89C konnten wegen Motorendefekt nicht zu Ende fahren und ein Wagen schied aufgrund eines Unfallschadens aus.

### 1990
1990 schickte Nissan den R89C in das erste Rennen der WSPC, bis er von den Modellen R90CK/R90CP ersetzt wurde. Die R89C wurden an Privatfahrer verkauft und die Courage Compétition schaffte es in diesem Jahr, mit einem ehemaligen Werks-R89C den 22. Platz beim 24-Stunden-Rennen von Le Mans zu belegen.
Zwei R89C wurden für die Saison 1990 weiterentwickelt. Wagen #02 wurde für Nismo zum R90CP umgebaut, während Wagen #03 vom privaten Team Le Mans zum R90V aufgerüstet wurde. Er erreichte einen sechsten Platz, bevor er aus dem Rennen zurückgezogen wurde.